# USS Pogy (SSN-647)
USS Pogy (SSN-647) – amerykański myśliwski okręt podwodny z napędem jądrowym typu Sturgeon z czasów zimnej wojny, zbudowany w stoczni Ingalls Shipbuilding według projektu SCB-188A.